# Championnat de Libye de football 1987
Navigation
Saison précédente Saison suivante
La saison 1987 du Championnat de Libye de football est la dix-neuvième édition du championnat de première division libyen. Dix-huit clubs prennent part au championnat organisé par la fédération. Les équipes sont regroupées au sein d'une poule unique où elles rencontrent leurs adversaires une seule fois. À l'issue du championnat, les deux derniers du classement sont relégués et remplacés par les deux meilleurs clubs de Second Division.
C'est le club d'Al Nasr Benghazi qui remporte la compétition, après avoir terminé en tête du classement final, avec un seul point d'avance sur Al Medina Tripoli et trois sur un duo composé du tenant du titre, Al Ittihad Tripoli et d'Al Ahly Benghazi. C'est à ce jour l'unique titre de champion de Libye de l'histoire du club.

## Les clubs participants
| - Al Medina Tripoli - Al Ahly Benghazi - Al Ittihad Tripoli - Al Tahaddy Benghazi - Al Africy - Al Shabab Al-Arabe - Alakhdhar S.C. - Rafik Sorman - Promu de Second Division - Al Mahalah Tripoli | - Al Ahly Tripoli - Al Nasr Benghazi - Al Wahda Tripoli - Al Hilal Benghazi - Asswehly Sports Club - Al Soukour Tobrouk - Al Dhahra Tripoli - Al Olympic Zaouia - Darnes Darnah - Promu de Second Division |

## Compétition

### Classement
Le classement utilise le barème suivant :
- Victoire : 3 points
- Match nul : 2 points
- Défaite : 1 point

| Rang | Équipe               | Pts | J  | G  | N  | P  | Bp | Bc | Diff |
| ---- | -------------------- | --- | -- | -- | -- | -- | -- | -- | ---- |
| 1    | Al Nasr Benghazi     | 45  | 17 | 12 | 4  | 1  | 31 | 13 | +18  |
| 2    | Al Medina Tripoli    | 44  | 17 | 12 | 3  | 2  | 30 | 11 | +19  |
| 3    | Al Ittihad TripoliT  | 42  | 17 | 11 | 3  | 3  | 33 | 11 | +22  |
| 4    | Al Ahly Benghazi     | 42  | 17 | 9  | 7  | 1  | 25 | 12 | +13  |
| 5    | Al Ahly Tripoli      | 39  | 17 | 5  | 12 | 0  | 13 | 6  | +7   |
| 6    | Darnes DarnahP       | 36  | 17 | 6  | 7  | 4  | 26 | 18 | +8   |
| 7    | Al Soukour Tobrouk   | 35  | 17 | 4  | 10 | 3  | 17 | 16 | +1   |
| 8    | Al Wahda Tripoli     | 34  | 17 | 5  | 7  | 5  | 13 | 16 | -3   |
| 9    | Al Africy            | 32  | 17 | 5  | 5  | 7  | 11 | 14 | -3   |
| 10   | Al Dhahra Tripoli    | 32  | 17 | 5  | 5  | 7  | 15 | 20 | -5   |
| 11   | Al Mahalah Tripoli   | 32  | 17 | 5  | 5  | 7  | 15 | 21 | -6   |
| 12   | Rafik SormanP        | 32  | 17 | 4  | 7  | 6  | 13 | 20 | -7   |
| 13   | Alakhdhar S.C.       | 31  | 17 | 5  | 4  | 8  | 18 | 22 | -4   |
| 14   | Asswehly Sports Club | 31  | 17 | 3  | 8  | 6  | 9  | 14 | -5   |
| 15   | Al Tahaddy Benghazi  | 29  | 17 | 3  | 6  | 8  | 17 | 22 | -5   |
| 16   | Al Hilal Benghazi    | 29  | 17 | 1  | 10 | 6  | 9  | 21 | -12  |
| 17   | Al Shabab al Arabe   | 26  | 17 | 2  | 5  | 10 | 9  | 24 | -15  |
| 18   | Al Olympic Zaouia    | 21  | 17 | 0  | 4  | 13 | 10 | 33 | -23  |

| Qualifications et relégations | Qualifications et relégations                                  |
| ----------------------------- | -------------------------------------------------------------- |
|                               | Qualification pour la Coupe d'Afrique des clubs champions 1988 |
|                               | Qualification pour la Coupe des Coupes 1988                    |
|                               | Relégation en deuxième division                                |
|                               | T : Tenant du titre P : Club promu de Second Division          |

## Bilan de la saison
| Championnat de Libye de football 1987    |                              |
| Champion                                 | Al Nasr Benghazi (1er titre) |
| Coupes et trophées                       |                              |
| Vainqueur de la Coupe de Libye 1987      | Non disputée                 |
| Qualifications continentales             |                              |
| Coupe d'Afrique des clubs champions 1988 | Al Nasr Benghazi             |
| Coupe des Coupes 1988                    | Al Medina Tripoli            |
| Promotions et relégations                |                              |
| Promus en Premier League                 | Al Tersana Tripoli           |
| Promus en Premier League                 | Al Marj Tripoli              |
| Relégués en Second Division              | Al Shabab al Arabe           |
| Relégués en Second Division              | Al Olympic Zaouia            |